# 잠재학습

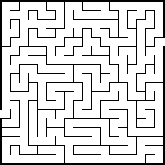
잠재학습은 동물이 미로를 더 효율적으로 찾아나설 수 있게 하기 위해 사용된다.

잠재 학습(潛在學習,Latent Learning)은 심리학에서 학습의 성립에 필요한 조건으로 생각되는 보상이나 욕구 충족이 없이도 잠재적으로  학습이 이루어진다는 학습이론이다. 겉으로 드러나는 변화는 없더라도 인지적으로 이루어지는 학습이다. 이는 보상을 강조하는 강화설에 대립되는 인지설의 근거가 되었다.

## 가정
| |
| A-끝까지 자극(stimulus) 비제시, B - 처음부터 자극 제시 대상 , C- 중간 지점(Stimulus point)부터 자극 제시 |

이러한 잠재학습이론에 따른 가설을 검증하는 연구설계로 사용할 수 있는 조작적 정의는 'A와 C가 동일한 반응을 보이다가 C 에게 자극(Stimulus)을 제시한 시점부터 C가 B와 같은 반응을 보일 것이다. 그리나 한편  B가 보인 반응(Response)보다 반응속도에서 더  빠른 차이가 있다.'는 가정이다.  이러한 맥락의 가설은 H. C. 블로제트(Blodgett)의 미로수행(maze performance) 연구에 의해 그 타당성이 입증되고 에드워드 톨먼(Tolman, E. C.)이 이를 주요하게 다룬바있다.

## 같이 보기
- 근접발달영역
- 고전적 조건형성
- 행동준비성
- 학습심리학